# Ljubow Kusminitschna Kotschetowa
Ljubow Kusminitschna Kotschetowa (russisch Любовь Кузминична Кочетова, englische Transkription Lyubov Kochetova; * 12. Juli 1929 in Baryssau, Weißrussische SSR, Sowjetunion; † 4. November 2010 in Tula) war eine sowjetische Radrennfahrerin. 1958 wurde sie die erste Weltmeisterin in der Einerverfolgung.

## Sportlicher Werdegang
Als Kind kam Kotschetowa nach Leningrad, wo sie die Leningrader Blockade erlebte. Mit dem Radsport begann sie 1949 im Alter von 20 Jahren. Von 1950 bis 1962 gewann sie 16 nationale Titel, vorrangig auf der Bahn in der Einer- und Mannschaftsverfolgung, aber 1950 auch im Straßenrennen. Höhepunkt ihrer Karriere war der Gewinn des Weltmeistertitels beim erstmals im Rahmen der Bahnradsport-Weltmeisterschaften 1958 ausgetragenen Frauenwettbewerb in der Einerverfolgung. Im darauffolgenden Jahr gewann sie bei den Weltmeisterschaften noch einmal die Bronzemedaille.
Neben dem Radsport schloss Kotschetowa ihr Studium an der Sporthochschule in Leningrad ab. Nach dem Karriereende lebte sie in Tula und arbeitete als Trainerin, unter anderem für die sowjetische Frauen-Nationalmannschaft, und später als Radsportfunktionärin. Daneben war sie von 1959 bis 1987 Mitglied des Stadtrates von Tula.
2010 verstarb Kotschetowa im Alter von 81 Jahren.

## Ehrungen
- 1958 – Verdienter Meister des Sports der UdSSR
- 1967 – Verdienter Trainer der UdSSR
- 1994 – Ehrenbürger der Stadt Tula

## Erfolge
1950
- Sowjetische Meisterin – Mannschaftsverfolgung
- Sowjetische Meisterin – Straßenrennen

1951
- Sowjetische Meisterin – Mannschaftsverfolgung

1952
- Sowjetische Meisterin – Mannschaftsverfolgung

1954
- Sowjetische Meisterin – Einerverfolgung, Mannschaftsverfolgung

1956
- Sowjetische Meisterin – Einerverfolgung

1958
- Sowjetische Meisterin – Einerverfolgung
- Weltmeisterin – Einerverfolgung

1959
- Weltmeisterschaften – Einerverfolgung

1960
- Sowjetische Meisterin – Mannschaftsverfolgung

1962
- Sowjetische Meisterin – Mannschaftsverfolgung